# Ա
Ayb (mayúscula: Ա; minúscula: ա; en armenio: այբ) es la primera letra del alfabeto armenio.
Tiene un valor numérico de 1. Representa la vocal abierta no redondeada (/ɑ/) en ambas variantes del idioma armenio.
Esta letra junto a la letra Ben (Բ բ) son las dos primeras letras del alfabeto armenio y componen la etimología de la palabra armenia այբուբեն (aybuben), que significa "alfabeto". Es una de las letras creadas originalmente por Mesrop Mashtots en el siglo V.
Es homóglifa al símbolo AFI para la vocal cerrada posterior no redondeada, la letra cirílica Sha (Шш), la antigua letra Ɯ ɯ del zhuang utilizada de 1957 a 1986, y la letra georgiana oni (ⴍ).

## Códigos informáticos
| Carácter      | Ա                           | Ա                           | ա                         | ա                         |
| ------------- | --------------------------- | --------------------------- | ------------------------- | ------------------------- |
| Unicode       | ARMENIAN CAPITAL LETTER AYB | ARMENIAN CAPITAL LETTER AYB | ARMENIAN SMALL LETTER AYB | ARMENIAN SMALL LETTER AYB |
| Codificación  | decimal                     | hex                         | decimal                   | hex                       |
| Unicode       | 1329                        | U+0531                      | 1377                      | U+0561                    |
| UTF-8         | 212 177                     | D4 B1                       | 213 161                   | D5 A1                     |
| Ref. numérica | &#1329;                     | &#x531;                     | &#1377;                   | &#x561;                   |

## Caracteres relacionados y similares
- Ⴍ : Variante Nuskhuri de la letra georgiana Oni
- Ш ш : Letra cirílica Sha
- Ɯ ɯ :  M Invertida
- ɯ : Vocal cerrada posterior no redondeada
- A a : Letra latina A
- А a : Letra cirílica A
- ა : Letra georgiana Ani

## Forma braille

## Galería

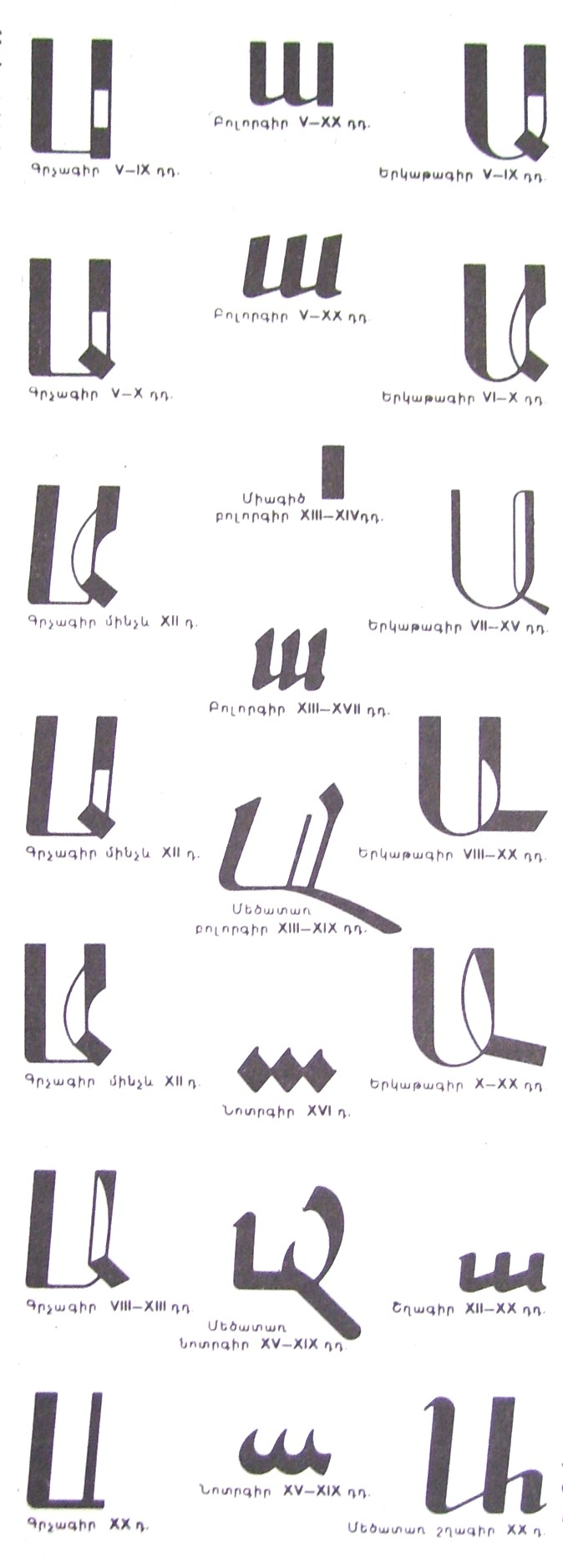
Various historic fonts

Erkat'agir redondeada
Erkat'agir angular
Bolorgir
Notrgir
Shghagir
Forma tipográfica
Forma manuscrita